# فيروس الإنفلونزا أ H7N9

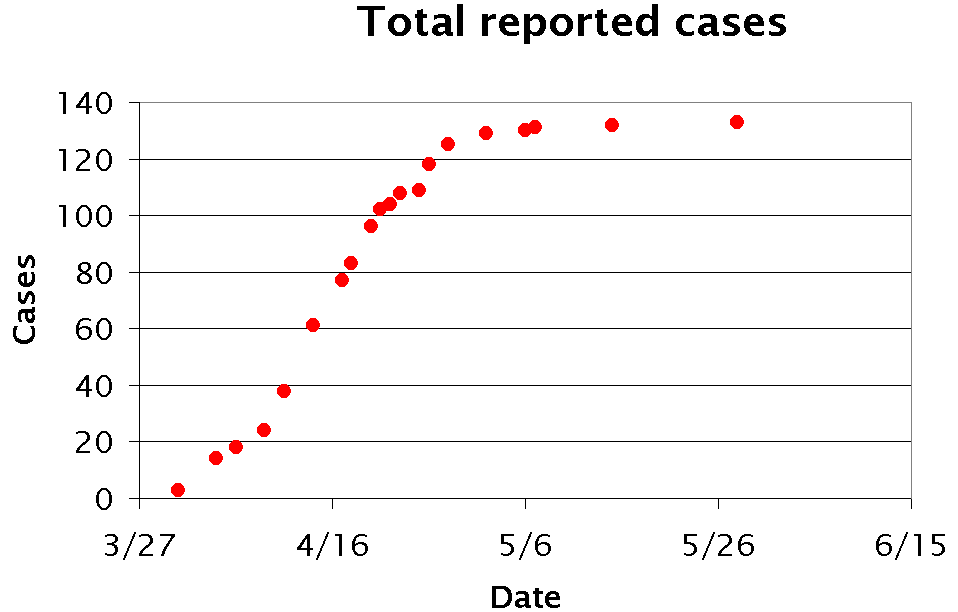
رسم بياني لمجموع الحالات المبلغ عنها

فيروس انفلونزا الطيور اتش7ان9 أو H7N9 (بالإنجليزية: Influenza A virus subtype H7N9)‏ هو أحد أنواع الأنفلونزا أ (فيروس انفلونزا الطيور). H7 يدور عادة بين أوساط السكان والطيور مع بعض المتغيرات التي يعرف أنها تصيب البشر أحياناً، وقد أصاب البشر لأول مرة في عام 2013.

## الإبلاغ عن حالات في عام 2013

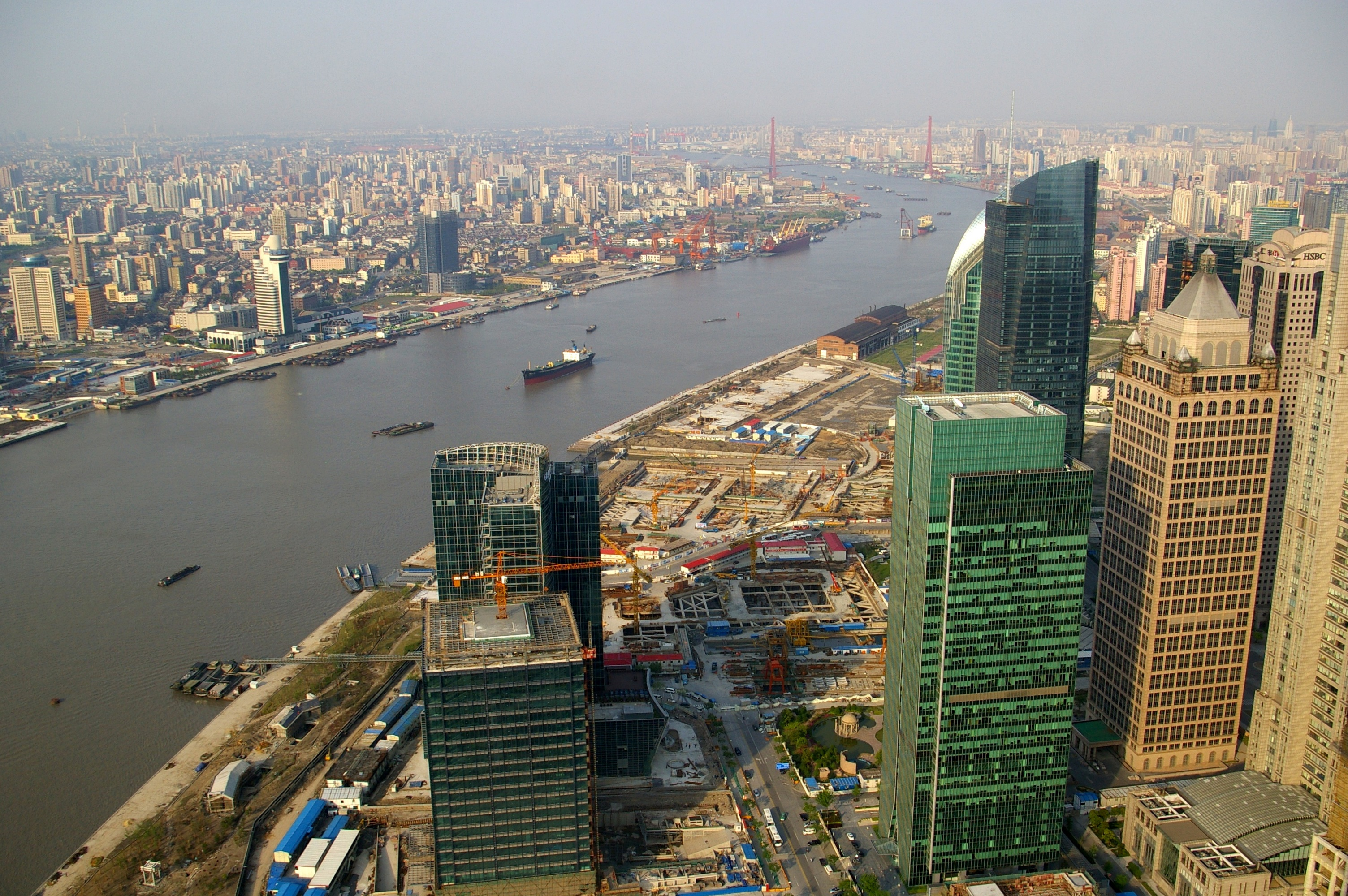
شانغهاي

في 31 مارس 2013، تلقى مركز حماية الصحة (CHP) في وزارة الصحة في هونغ كونغ إخطارا من الصحة الوطنية وهيئة تخطيط الأسرة (اللجنة) بشأن ثلاث حالات بشرية مؤكدة لأنفلونزا أ (H7N9).
في 2 أبريل، 2013، أكد مركز حماية الصحة أربع حالات في جيانغسو، تعتبر جميعها في حالة حرجة في مستشفى في نانجينغ وسوتشو، وأوضح في بيان، بأنه لا توجد أي وصلات وبائية بين المرضى الاربعة وحتى الآن لم يتم تحديد أي التهابات أخرى ل H7N9 في 167 شخص محتك بهم.
كانت أول حالة وفاة ذكرت مرتبطة ب H7N9 لرجل (87 عاما) توفي في 4 مارس. وثم توفي الرجل الثاني الذي عرف فيما بعد بأسم وو يانغليانغ (27 عاما)، في 10 مارس.
في 3 أبريل، 2013، السلطات الصينية تؤكد أن رجل واحد قد مات، وبذلك يصل عدد الوفيات إلى ثلاثة.
في 4 أبريل، 2013، كان عدد الحالات المبلغ عنها 14 مع 5 حالة وفاة. كانت الضحيتين رجل 48 عاما وامرأة عمرها 52 عاما، وكلاهما من شانغهاي.
في 5 أبريل، 2013، توفي شخص آخر، وهو مزارع يبلغ 64 عاما، يعيش في هوتشو (مقاطعة تشجيانغ)، ليرتفع عدد القتلى إلى 6. وأمرت الوزارة الصحية بشنغهاي بإعدام الطيور بعد جمع عينات حمام في (هوهاي) من جملة سوق المنتجات الزراعية في منطقة سونغ جيانغ بشانغهاى وأظهرت الإصابة ب H7N9.وحتى الآن، قتل أكثر من 20,000 طائر في منطقة تداول الدواجن الحية في شنغهاي.,
في 6 أبريل، 2013، جميع أسواق الدواجن الحية في شنغهاي مغلقة مؤقتا ردا على وجود H7N9 عينات الحمام. وفي نفس اليوم،هانغتشو أغلقت أسواق الدواجن الحية.
قالت الوزارة بعد تحليل التسلسل الجيني، في مرجعية المختبر الوطني لإنفلونزا الطيور ان التحاليل خلصت إلى أن سلالة من فيروس H7N9 التي وجدت في الحمام كانت متوافقة للغاية مع تلك التي وجدت على الأشخاص المصابين بالفيروس H7N9.
في 6 أبريل، 2013، وزارة الصحة الصينية تعلن عن 18 حالة إيجابية، ولا يزال عدد القتلى 6. وبعد ذلك بيومين، الحالات الإيجابية ترتفع إلى 24 وحالة وفاة واحدة من شنغهاي ترفع عدد القتلى إلى 7.
في 9 أبريل، 2013، أعلنت هيئة التخطيط الوطنية للصحة والأسرة عن "ثلاث حالات إضافية مؤكدة مختبريا من حالات العدوى البشرية للفيروس ("المرضى الجدد هما من مرضى جيانغسو - وهو 85 - عاما الرجل الذي ساء وضعه بتاريخ 28 مارس 2013 وامرأة حامل 25 عاما ساء وضعها في 30 مارس 2013 ورجل 64 عاما من شنغهاي ساء وضعه في 1 أبريل 2013، وتوفي في 7 أبريل 2013 ". وأيضاً في 9 إبريل 2013،" مجموعه من 24 حالة كانت مؤكدة فيها فيروس الأنفلونزا (H7N9) أ في الصين، بما في ذلك سبع وفيات و 14 حالة شديدة وثلاث حالات خفيفة. في جيانغسو، أكثر من «600 حالة مؤكدة من المخالطين تتم متابعتهم عن كثب.»
في 11 أبريل عام 2013 على قوائم مجاميع شينخوا الحالي كما حددت 38 حالة وفاة 10 بسبب H7N9 ووفقا لمنظمة الصحة العالمية، 28 من المرضى الذين نجوا من العدوى حتى الآن، 19 شديدة و 9 خفيفة. منظمة الصحة العالمية تراقب أيضا 760 من المخالطين وحتى الآن لا يوجد لديها دليل على استمرار انتقال العدوى من الإنسان إلى الإنسان.

## الأعراض
وفقا لمنظمة الصحة العالمية، الأعراض تشمل الحمى والسعال، وضيق في التنفس، والتي تتقدم إلى التهاب رئوي حاد. كما تلاحظ منظمة الصحة العالمية أن المعلومات محدودة.

## انتقال
في 4 أبريل، 2013، أعلنت السلطات الزراعية في الصين أنه تم اكتشاف الفيروس H7N9 من عينات حمام جمعت في السوق في شنغهاي. وتجدر الإشارة إلى أن لم يتم تعريف الحمام أو ينطبق عليها تعريف الدواجن، التي هي الأكثر احتمالا لنقل الفيروس. في السابق، صحيفة الغارديان قالت أن خبراء لم تذكر أسمائهم يعتقدون أن الفيروس قد تصيب الدواجن دون ان تجعلها تمرض، مما يجعل الأمر أكثر صعوبة للتعقب.
ولا تزال منظمة الصحة العالمية تقول أنه من «غير المحتمل»، ان يصبح وباء عالمياً. منظمة الصحة العالمية ذكرت أنه لا يوجد أي دليل على استمرار انتقال العدوى من الإنسان إلى الإنسان.ويجري رصد مخالطين للمصابين ب H7N9 ، ولكن لم تظهر علامات للعدوى.
حقيقة عدم وجود دليل على انتقال عدوى من الإنسان إلى الإنسان بسبب تفشي H7N9 الحالي وحتى الآن تم العثور على اشارات توحي إلى أن الفيروس يشهد «انتقال متعثر» الفيروس الذي يدور عادة في مستودع حيواني هو الذي يصيب أي شخص، ولكن انتقال العدوى من الإنسان إلى الإنسان لم يحدث. بشكل عام، الفيروسات قد حصلوا على قدرة على نقل التعثر والاختلافات إلى تسلسل جديد بما يسمح لهم أن بإصابة البشر، ولكن بحاجة إلى اكتساب تتابعات مختلفة تسمح لهم للحفاظ على كفاءة انتقال بين البشر. والآن علم الجينوم المقارن يقوم بتحليل على قاعدة بيانات بحوث الإنفلونزا لتحديد الاختلافات لتسلسل المرشح الذي قد يكون متورطا في التكيف مع الإنسان.

## علاج
حاليا، لا يوجد لقاح ل H7N9 ، ولكن المستضدية وتسلسل الجينوم يوحي بأن H7N9 حساس لمثبطات النورامينيداز، مثل الأوسيلتاميفير والزاناميفير. وكما هو معروف تحت اسم اوسيلتاميفير واسمه التجاري دواء تاميفلو.
بدأت مراكز السيطرة على الأمراض والوقاية منها مركز حماية الصحة هونغ كونغ (CDC) التسلسل وتطوير لقاح وإجراء روتيني لأي فيروسات جديدة معدلة وراثيا. CDC والشركات المصنعة للقاحات تقوم بتطوير فيروس مرشح لاستخدامها في تصنيع اللقاح إذا كان انتقال العدوى على نطاق واسع.

## ردود الفعل الدولية
الولايات المتحدة
في 9 أبريل 2013 قامت مراكز السيطرة على الأمراض والوقاية منها (CDC) بتنشيط مركز العمليات الطارئة (EOC) في أتلانتا على المستوى الثاني، وثاني أعلى مستوى من التأهب. وكان الدافع للتفعيل هي رواية H7N9 المسبب لإنفلونزا الطيور حيث لم يكن له مثيل من قبل في الحيوانات أو البشر، ولأن التقارير الواردة من الصين وربطه بأمراض شديدة تصيب البشر، وسيقوم مركز العمليات بتفعيل «ضمان تطوير الاتصالات الداخلية والحفاظ عليها واستمرار تحديث المعلومات لموضفوا CDC فيما يتعلق بالوضع المتغير».
الصين
في 4 أبريل، 2013 أغلقت سلطات شنغهاي منطقة تداول الدواجن الحية وبدأ ذبح جميع الطيور. كما تم اغلاق المناطق التجارية للدواجن في اثنين في أماكن أخرى بمنطقة مينهانغ.
فيتنام
أعلنت فيتنام أنها ستمنع مؤقتا واردات الدواجن الصينية.
سنغافورة
1. تم إبلاغ جميع المستشفيات على أن تبقى يقظة، وإخطار وزارة الصحة فورا عن أي حالة اشتباه لأنفلونزا الطيور في الأفراد الذين عادوا مؤخرا من المناطق المتضررة في الصين.[25]
2. منظمة الصحة العالمية لا تنصح بعدم السفر إلى الصين في هذه المرحلة من الوقت، حيث لا يوجد دليل على انتقال عدوى الفيروس من الإنسان إلى الإنسان.[25] مع ذلك، تنصح وزارة الصحة عودة المسافرين من المناطق المتضررة في الصين (شنغهاي، وانهوى، جيانغسو، وتشجيانغ) للبحث عن علامات وأعراض أمراض الجهاز التنفسي، مثل الحمى والسعال، والتماس العناية الطبية في وقت مبكر إذا كانت مثل هذه الأعراض مع سوء.[25] كما تنصح وزارة الصحة الأفراد لإعلام أطبائهم من تاريخ سفرهم، لأحتمال أن تتطور هذه الأعراض بعد العودة إلى سنغافورة.[25]